# Samburg
Samburg é uma cidade  localizada no estado norte-americano de Tennessee, no Condado de Obion.

## Demografia
Segundo o censo norte-americano de 2000, a sua população era de 260 habitantes.
Em 2006, foi estimada uma população de 257, um decréscimo de 3 (-1.2%).

## Geografia
De acordo com o United States Census Bureau tem uma área de
2,2 km², dos quais 1,6 km² cobertos por terra e 0,6 km² cobertos por água. Samburg localiza-se a aproximadamente 88 m acima do nível do mar.

## Localidades na vizinhança
O diagrama seguinte representa as localidades num raio de 20 km ao redor de Samburg.